# Habib Baldé
Habib Jean Baldé (Saint-Vallier, 8 febbraio 1985) è un ex calciatore francese naturalizzato guineano, di ruolo difensore.